# Louvie-Soubiron
Louvie-Soubiron ist eine französische Gemeinde mit 130 Einwohnern (Stand 1. Januar 2022) im Département Pyrénées-Atlantiques in der Region Nouvelle-Aquitaine (vor 2016: Aquitanien). Die Gemeinde gehört zum Arrondissement Oloron-Sainte-Marie und zum Kanton Oloron-Sainte-Marie-2 (bis 2015: Kanton Laruns).
Der Name in der gascognischen Sprache lautet Lobièr de Haut. Die Bewohner werden Louvie-Soubironnais und Louvie-Soubironnaises genannt.

## Geographie
Louvie-Soubiron liegt ca. 35 km südöstlich von Oloron-Sainte-Marie im Vallée d’Ossau in der historischen Provinz Béarn am östlichen Rand des Départements und grenzt an das benachbarte Département Hautes-Pyrénées.
Die höchste Erhebung im Gebiet der Gemeinde ist der Moulle de Jaut (2050 m).
Umgeben wird der Ort von den Nachbargemeinden:
|        | Aste-Béon Castet Louvie-Juzon               |                             |
| Laruns | Kompassrose, die auf Nachbargemeinden zeigt | Ferrières (Hautes-Pyrénées) |
|        | Béost                                       | Arbéost (Hautes-Pyrénées)   |

Louvie-Soubiron liegt im Einzugsgebiet des Flusses Adour.
Der Gave d’Ossau, der beim Zusammenfluss mit dem Gave d’Aspe weiter flussabwärts gemeinsam den Gave d’Oloron bildet, strömt an der westlichen Grenze der Gemeinde entlang.
Seine Nebenflüsse,
- der Lamay und
- der Canceigt und sein Zufluss,
  - der Arrec de Badeigs, mit seinem Zufluss,
    - dem Arrec de la Téoulère,

strömen durch das Gebiet der Gemeinde ebenso wie der Ouzom, ein Nebenfluss des Gave de Pau, mit seinem Nebenfluss, dem Laussiès.

## Geschichte
Bei der Volkszählung im Béarn im Jahr 1385 wurden in Louvie-Soubiron neun Haushalte und in Listo, heute ein Ortsteil der Gemeinde, drei Haushalte gezählt. und vermerkt, dass beide Dörfer zur Bailliage des Archidiakonats von Ossau gehörte. Louvie-Soubiron wurde 1615 zusammen mit Listo zum Baronat erhoben, das als Vasall dem Vicomte von Béarn unterstand. Im 17. Jahrhundert besaß die Gemeinde Eisenminen und Steinbrüche zum Abbau von weißem Marmor, die heute nicht mehr betrieben werden. Der Marmor aus Louvie-Soubiron wurde für namhafte Bauwerke, wie die Pfarrkirche La Madeleine in Paris, die Statuen der Place de la Concorde oder für die Schlösser von Fontainebleau und Versailles verwendet. Mit der Zeit wurde der Abbau aufgrund des mühsamen Transports auf Ochsenkarren und der Beschädigung der Aderung durch den Einsatz von Dynamit unrentabel.
Toponyme und Erwähnungen von Louvie-Soubiron waren:
- Lobiher-Susoo (1376, Manuskript von 1376),
- Lobier-Susoo (1414, Urkunden von Louvie-Soubiron),
- Lobier et Listo (1487, Notare des Archidiakonats von Ossau, Nr. 1, Blatt 39),
- Lovier-Sobiroo (1489, Notare des Archidiakonats von Ossau, Nr. 1, Blatt 121),
- Lobier-Sobiron (1538, Manuskriptsammlung des 16. bis 18. Jahrhunderts),
- Sanctus-Martinus de Louvie (1606, Veröffentlichungen des Bistums Oloron),
- Lovier-Soubiron (1612, Urkunden von Louvie-Soubiron),
- Lobie-Souviron (1675, Manuskriptsammlung des 16. bis 18. Jahrhunderts),
- Loubie-Souburon (1750, Karte von Cassini),
- Louvie-Souviron (1793, Notice Communale) und
- Louvie-Soubiron (1801, Bulletin des lois).[7][8][9]

### Einwohnerentwicklung
Von der Mitte des 19. Jahrhunderts bis gegen 1900 bewegte sich die Zahl der Einwohner der Gemeinde auf einem Niveau von 350 bis 400 Einwohnern. Dann reduzierte sich die Zahl bei kurzen Erholungsphasen bis zu den 1960er Jahren auf ein Niveau von rund 120 Einwohnern, welches bis heute gehalten wird.
| Jahr      | 1962 | 1968 | 1975 | 1982 | 1990 | 1999 | 2006 | 2009 | 2022 |
| --------- | ---- | ---- | ---- | ---- | ---- | ---- | ---- | ---- | ---- |
| Einwohner | 137  | 128  | 125  | 118  | 127  | 121  | 113  | 110  | 130  |

## Sehenswürdigkeiten

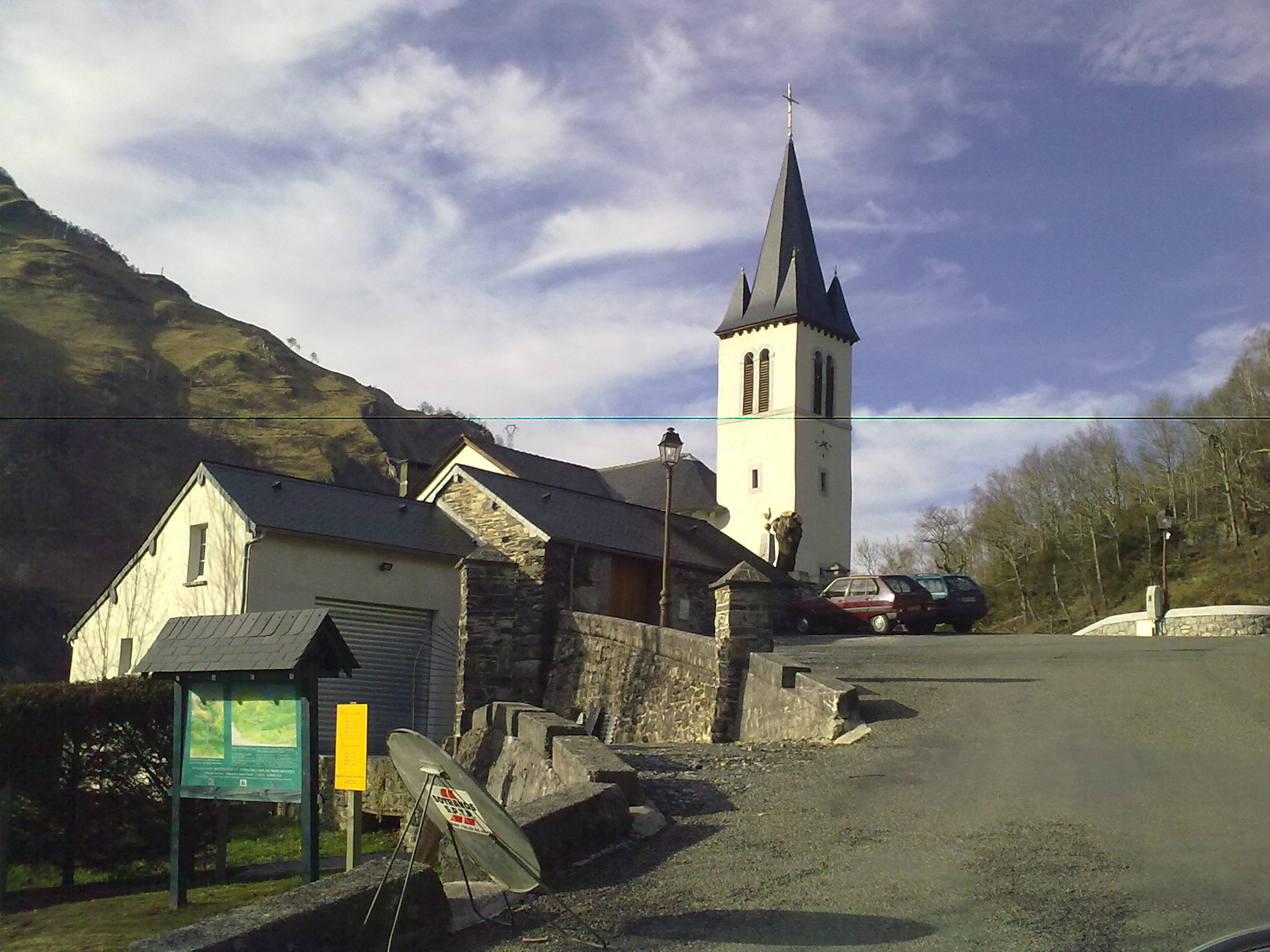
Pfarrkirche Saint-Martin-de-Tours in Louvie-Soubiron

- Pfarrkirche von Louvie-Soubiron, geweiht Martin von Tours. Die Ursprünge der heutigen Kirche reichen auf ein Bauwerk aus dem 12. Jahrhundert zurück. Gegen 1880 fand eine Neugestaltung des Gotteshauses statt, so dass von der romanischen Epoche nur die flache Apsis die Jahrhunderte überdauerte. Pfarrer Casabonne ließ in diesem Zug den heutigen Glockenturm und das südliche Seitenschiff nach Plänen des Architekten Sabatté aus Laruns errichten. Materialien der in Eaux-Bonnes abgerissenen Kirche wurden wiederverwendet, wie z. B. Werksteine des Eingangs für die Zarge und den Dreiecksgiebel.[12][13] Die Kirche besitzt im Innern ein Retabel am Hauptaltar, das um ein Gemälde gruppiert ist, das den heiligen Martin darstellt, wie er als römischer Soldat an einem Winterabend seinen Mantel mit seinem Schwert in zwei Hälften schneidet, um ihn mit einem Armen zu teilen. Der Tabernakel ist reichhaltig mit Darstellungen von Figuren und Engeln verziert ebenso wie mit dem Motiv der Verkündigung des Herrn mit dem Erzengel Gabriel links von der Tür und Maria auf der rechten Seite.[14] Ein Ölgemälde in der Kirche zeigt ein Marienbildnis, das die menschliche Zärtlichkeit von Maria in den Vordergrund stellt und weniger ihr geistliches Wesen, was durch den Einsatz von Pastellfarben und subtilem Spiel mit dem Licht unterstrichen wird. Sie trägt auch nicht den üblichen blauen Mantel, sondern ein rosa Kleid mit grüner Draperie. Im Profil dargestellt und über das Jesuskind gebeugt, zieht sie ihn zu sich. Das Jesuskind, nackt und rundlich gestaltet, versucht sich aufzurichten, um das Gesicht seiner Mutter zu berühren.[15] Das runde Weihwasserbecken der Kirche ist aus einem einzigen weißem Marmorblock aus einem der Steinbrüche von Louvie-Soubiron gearbeitet.[16]

## Wirtschaft und Infrastruktur

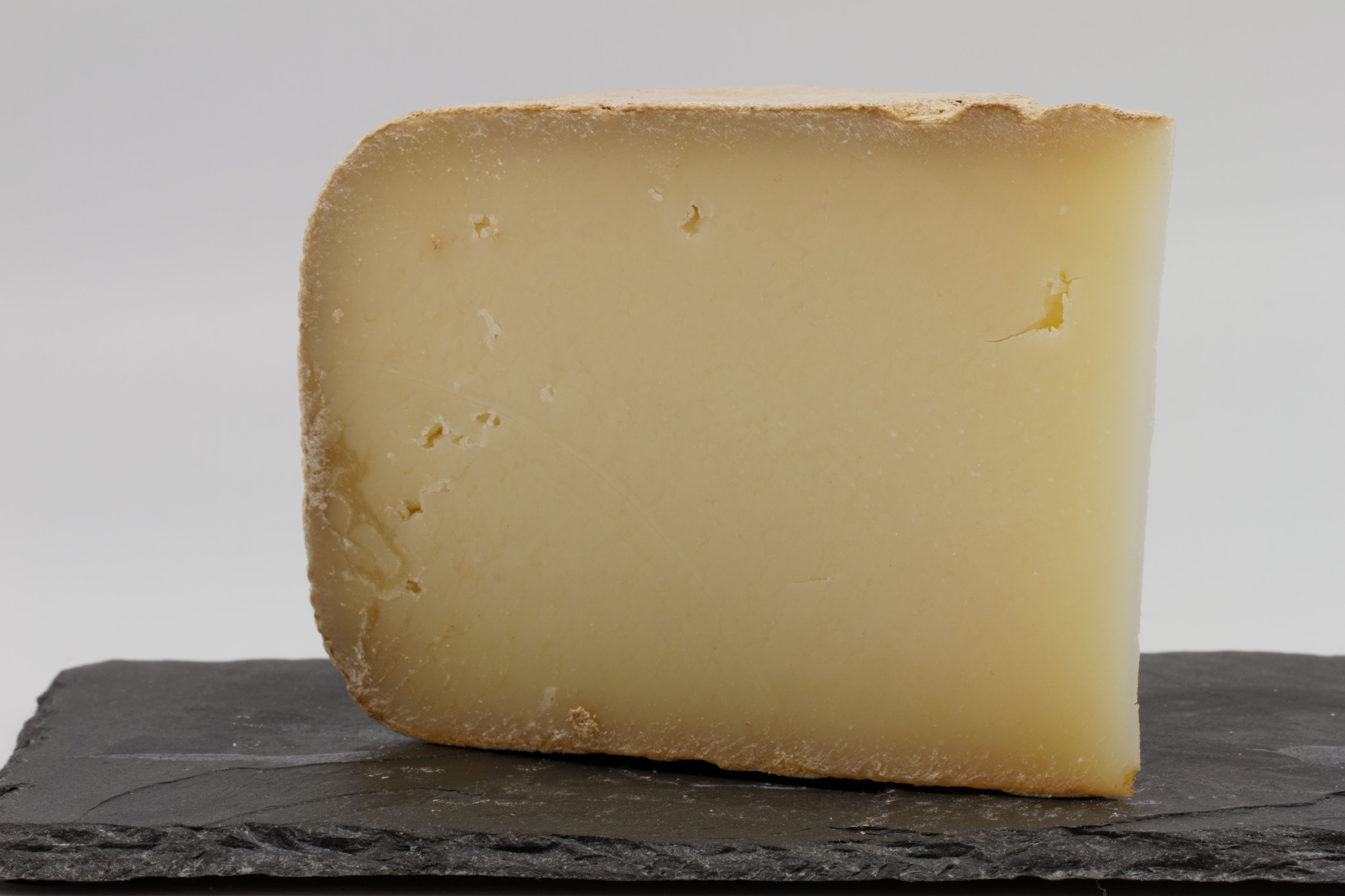
Ossau-Iraty

Die Landwirtschaft spielt eine wichtige Rolle in der Wirtschaft der Gemeinde. Louvie-Soubiron liegt in der Zone AOC des Ossau-Iraty, eines traditionell hergestellten Schnittkäses aus Schafmilch.

### Sport und Freizeit
- Der Fernwanderweg GR 108 „Chemin d’Ossau“ von Sainte-Colome oder Arudy zum Col des Moines oder Col de Peyrelue führt durch die Gemeinde.[19]

- Die Tour de la Vallée d’Ossau, ein Rundwanderweg in sieben Etappen von insgesamt mehr als 100 km Länge, verläuft auch durch das Gemeindegebiet von Louvie-Soubiron.[20]

- Eine Abfahrt für Mountainbikes oder Trekkingräder führt vom Col d’Aubisque nach Louvie-Soubiron über eine Länge von 15,2 km mit einem Höhenunterschied von 1300 m.[21]

- Ein Rundweg von 3 km Länge mit einem Höhenunterschied von 250 m führt zu den ehemaligen Steinbrüchen und einem schönen Aussichtspunkt mit Blick auf Laruns.[22]

### Verkehr
Das Gemeindegebiet von Louvie-Soubiron wird durchquert von der Route départementale 240. Das Zentrum der Gemeinde selbst ist durch die Route départementale 291 angebunden.